# 篠原一致
篠原 一致（しのはら かつむね、寛永11年（1634年） - 元禄11年（1698年））は、江戸時代前期の加賀藩士。人持組・篠原別家第4代当主。通称は三郎、監物。別名に重好。戒名は盛徳院殿寛翁英峯日慶居士。石高、3000石（2500石）。家紋は、左二つ巴。菩提寺、日蓮宗・立像寺。
先妻は加賀八家・奥村易英（因幡守）の娘、法眼院殿観月栄真大姉。後妻は易英の嫡男・奥村和忠の娘、天久院殿少室妙林大姉。嫡男の勘六が早逝したため、次男の市正一脩（妻は加賀八家・奥村悳輝の娘）が第5代当主となる。

## 生涯
父は、1万石以上の禄高は回復されなかったものの一旦断絶した「別家」を継承して第3代当主となった篠原重一（家老・篠原一孝・17000石の四男）。母は、今枝直恒（嫡男・今枝近義の正室は、篠原長次の娘）の娘。弟の頼母（重安）に500石を分け、2500石になる（この500石は、頼母の子が、末期養子によって7代当主・篠原帯刀一定となり、「別家」に戻って、再度3000石となる）。
新井白石をして「加賀は天下の書府なり」と言わしめた藩主・前田綱紀の時代に、寛文3年（1663年）から元禄11年（1698年）の30年以上にわたり、幕府・高家の職掌にあたる藩の重職・奏者番を務めている。その間、江戸詰も多く、要人（諸大名）を接待している。元禄11年、死去。野田山墓地（篠原別家墓地）に葬られる。